# Centralny Zarząd Przemysłu Jedwabniczo-Galanteryjnego
Centralny Zarząd Przemysłu Jedwabniczo-Galanteryjnego – jednostka organizacyjna Ministerstwa Przemysłu Lekkiego, powołana w celu koordynowania, nadzorowania, kontrolowania oraz sprawowanie ogólnego kierownictwa nad działalnością gospodarczą przedsiębiorstw państwowych lub będących pod zarządem państwowym.

## Powołanie Zarządu
Na podstawie Zarządzenia Ministra Przemysłu Lekkiego z 1949 r. o utworzeniu „Centralnego Zarządu Przemysłu Jedwabniczo-Galanteryjnego” ustanowiono Zarząd. Zarządzenie wydane zostało w porozumieniu z Przewodniczącym Państwowej Komisji Planowania Gospodarczego i Ministrem Skarbu.
Powołanie Zarządu pozostawało w ścisłym związku z dekretem z 1947 r. o tworzeniu przedsiębiorstw państwowych.
Nadzór państwowy nad Zarządem sprawował Minister Przemysłu Lekkiego.

## Powstanie Zarządu
Zarząd powstał w wyniku wydzielenia z administracji państwowej jako przedsiębiorstwo państwowe prowadzone w ramach narodowych planów gospodarczych oraz według zasad rozrachunku gospodarczego.

## Przedmiot działalności Zarządu
Przedmiotem działalności Zarządu było koordynowanie, nadzorowanie, kontrolowanie oraz ogólne kierownictwo działalności gospodarczej przedsiębiorstw państwowych lub będących pod zarządem państwowym.

## Rada Nadzoru Społecznego
Przy Zarządzie powołana była Rada Nadzoru Społecznego, której zakres działania, sposób powoływania i odwoływania jej członków, organizację i sposób wykonywania powierzonych czynności określi rozporządzenie Rady Ministrów. Rada Nadzoru Społecznego miała charakter niezależnego organu nadzorczego, kontrolnego oraz opiniodawczego, podlegającego w swej działalności nadzorowi Prezydium Krajowej Rady Narodowej.

## Organ zarządzający Zarządem
Organem zarządzającym Zarządy była dyrekcja, powoływana i zwalniana przez Ministra Przemysłu Lekkiego, składająca się z dyrektora naczelnego, reprezentującego dyrekcję samodzielnie oraz z podległych dyrektorowi naczelnemu czterech dyrektorów.
Do ważności zobowiązań, zaciąganych przez Zarząd wymagane było współdziałanie, zgodnie z uprawnieniami, przewidzianymi w statucie:
- dwóch członków dyrekcji łącznie,
- jednego członka dyrekcji łącznie z pełnomocnikiem handlowym w granicach jego pełnomocnictwa,
- dwóch pełnomocników handlowych łącznie w granicach ich pełnomocnictw.

## Wykaz przedsiębiorstw nadzorowanych
- Południowo-Łódzkie Zakłady Przemysłu Pasmanteryjnego, przedsiębiorstwo państwowe wyodrębnione z siedzibą w Łodzi[1],
- Północno-Łódzkie Zakłady Przemysłu Pasmanteryjnego, przedsiębiorstwo państwowe wyodrębnione z siedzibą w Łodzi,
- Fabryki Firanek i Koronek Imienia Hanny Sawickiej, przedsiębiorstwo państwowe wyodrębnione z siedzibą w Łodzi,
- Zakłady Przemysłu Pasmanteryjnego Imienia Stefana Lenartowskiego, przedsiębiorstwo państwowe wyodrębnione z siedzibą w Łodzi,
- Południowo-Łódzkie Zakłady Przemysłu Jedwabniczego, przedsiębiorstwo państwowe wyodrębnione z siedzibą w Łodzi,
- Północno-Łódzkie Zakłady Przemysłu Jedwabniczego, przedsiębiorstwo państwowe wyodrębnione z siedzibą w Łodzi,
- Fabryka Pluszu i Dywanów Imienia „Tadka” Ajzena, przedsiębiorstwo państwowe wyodrębnione z siedzibą w Łodzi,
- Zakłady Przemysłu Jedwabniczego Imienia Gen. Waleriana Wróblewskiego, przedsiębiorstwo państwowe wyodrębnione z siedzibą w Łodzi,
- Kaliskie Fabryki Tiulu, Firanek i Koronek, przedsiębiorstwo państwowe wyodrębnione z siedzibą w Kaliszu,
- Kaliska Fabryka Pluszu i Aksamitu, przedsiębiorstwo państwowe wyodrębnione z siedzibą w Kaliszu,
- Kaliskie Zakłady Przemysłu Jedwabniczego, przedsiębiorstwo państwowe wyodrębnione z siedzibą w Kaliszu,
- Piławska Fabryka Przemysłu Jedwabniczego, przedsiębiorstwo państwowe wyodrębnione z siedzibą w Piławie Górnej,
- Zielonogórska Fabryka Dywanów, przedsiębiorstwo państwowe wyodrębnione z siedzibą w Zielonej Górze,
- Dolnośląskie Zakłady Pluszu i Dywanów „Kietrz”, przedsiębiorstwo państwowe wyodrębnione z siedzibą w Kietrzu, pow. Głubczyce,.
- Dolnośląska Fabryka Dywanów Smyrneńsklch „Kowary”, przedsiębiorstwo państwowe wyodrębnione z siedzibą w Kowarach,
- Dolnośląskie Zakłady Przemysłu Jedwabniczego „Leśna”, przedsiębiorstwo państwowe wyodrębnione z siedzibą w Leśnej,
- Dolnośląskie Zakłady Przemysłu Jedwabniczego „Nowa Ruda”, przedsiębiorstwo państwowe wyodrębnione z siedzibą w Nowej Rudzie,
- Dolnośląska Fabryka Przemysłu Jedwabniczego, przedsiębiorstwo państwowe wyodrębnione z siedzibą w Kamiennej Górze,
- Białostocka Fabryka Pluszu, przedsiębiorstwo państwowe wyodrębnione z siedzibą w Białymstoku,
- Tomaszowska Fabryka Dywanów i Chodników, przedsiębiorstwo państwowe wyodrębnione z siedzibą w Tomaszowie Mazowieckim,
- Pabianickie Zakłady Przemysłu Jedwabniczego, przedsiębiorstwo państwowe wyodrębnione z siedzibą w Pabianicach,
- Krakowska Fabryka Gobelinów, przedsiębiorstwo państwowe wyodrębnione z siedzibą w Krakowie,
- Rudzka Farbiarnia i Wykończalnia „Pierwsza”, przedsiębiorstwo państwowe wyodrębnione z siedzibą w Rudzie Pabianickiej,
- Centralne Zakłady Jedwabiu Naturalnego „Milanówek”, przedsiębiorstwo państwowe wyodrębnione z siedzibą w Milanówku k. Warszawy,
- Zakłady Przemysłu Pasmanteryjnego, przedsiębiorstwo państwowe wyodrębnione z siedzibą w Gdańsku-Sianki,
- Bielska Fabryka Przemysłu Pasmanteryjnego, przedsiębiorstwo państwowe wyodrębnione z siedzibą w Bielsku,
- Farbiarnie i Wykończalnie Imienia Wincentego Pstrowskiego, przedsiębiorstwo państwowe wyodrębnione z siedzibą w Łodzi.